# Saison 1935-1936 des Canadiens de Montréal
Autres saisons
Saison précédente Saison suivante
La saison 1935-1936 de hockey sur glace est la 27e saison que jouent les Canadiens de Montréal. Ils évoluent alors dans la Ligue nationale de hockey et finissent à la 4e place au classement de la Division Canadienne.

## Saison régulière

### Classement

#### Division Canadienne
|                        | PJ | V  | D  | N  | BP  | BC  | Pts |
| ---------------------- | -- | -- | -- | -- | --- | --- | --- |
| Maroons de Montréal    | 48 | 22 | 16 | 10 | 114 | 106 | 54  |
| Maple Leafs de Toronto | 48 | 23 | 19 | 6  | 126 | 106 | 52  |
| Americans de New York  | 48 | 16 | 25 | 7  | 109 | 122 | 39  |
| Canadiens de Montréal  | 48 | 11 | 26 | 11 | 82  | 123 | 33  |

#### Division Américaine
|                       | PJ | V  | D  | N  | BP  | BC  | Pts |
| --------------------- | -- | -- | -- | -- | --- | --- | --- |
| Red Wings de Détroit  | 48 | 24 | 16 | 8  | 124 | 103 | 56  |
| Bruins de Boston      | 48 | 22 | 20 | 6  | 92  | 83  | 50  |
| Blackhawks de Chicago | 48 | 21 | 19 | 8  | 93  | 92  | 50  |
| Rangers de New York   | 48 | 19 | 17 | 12 | 91  | 96  | 50  |

## Match après match

### Novembre
| No | Date        | Visiteur               | Score | Domicile               | Fiche | Pts |
| -- | ----------- | ---------------------- | ----- | ---------------------- | ----- | --- |
| 1  | 12 novembre | Rangers de New York    | 2-1   | Les Canadiens          | 0-1-0 | 0   |
| 2  | 17 novembre | Les Canadiens          | 6-0   | Americans de New York  | 1-1-0 | 2   |
| 3  | 19 novembre | Maple Leafs de Toronto | 7-2   | Les Canadiens          | 1-2-0 | 2   |
| 4  | 21 novembre | Les Canadiens          | 2-1   | Maroons de Montréal    | 2-2-0 | 4   |
| 5  | 23 novembre | Americans de New York  | 1-2   | Les Canadiens          | 3-2-0 | 6   |
| 6  | 28 novembre | Les Canadiens          | 0-0   | Red Wings de Détroit   | 3-2-1 | 7   |
| 7  | 30 novembre | Les Canadiens          | 3-8   | Maple Leafs de Toronto | 3-3-1 | 7   |

### Décembre
| No | Date         | Visiteur               | Score | Domicile              | Fiche  | Pts |
| -- | ------------ | ---------------------- | ----- | --------------------- | ------ | --- |
| 8  | 1er décembre | Les Canadiens          | 0-1   | Blackhawks de Chicago | 3-4-1  | 7   |
| 9  | 3 décembre   | Maroons de Montréal    | 3-2   | Les Canadiens         | 3-5-1  | 7   |
| 10 | 7 décembre   | Red Wings de Détroit   | 3-2   | Les Canadiens         | 3-6-1  | 7   |
| 11 | 12 décembre  | Bruins de Boston       | 1-1   | Les Canadiens         | 3-6-2  | 8   |
| 12 | 15 décembre  | Les Canadiens          | 1-2   | Bruins de Boston      | 3-7-2  | 8   |
| 13 | 17 décembre  | Les Canadiens          | 1-1   | Rangers de New York   | 3-7-3  | 9   |
| 14 | 19 décembre  | Blackhawks de Chicago  | 2-2   | Les Canadiens         | 3-7-4  | 10  |
| 15 | 21 décembre  | Maroons de Montréal    | 2-1   | Les Canadiens         | 3-8-4  | 10  |
| 16 | 26 décembre  | Maple Leafs de Toronto | 2-0   | Les Canadiens         | 3-9-4  | 10  |
| 17 | 29 décembre  | Les Canadiens          | 1-5   | Americans de New York | 3-10-4 | 10  |

### Janvier
| No | Date        | Visiteur               | Score | Domicile               | Fiche  | Pts |
| -- | ----------- | ---------------------- | ----- | ---------------------- | ------ | --- |
| 18 | 1er janvier | Les Canadiens          | 2-0   | Bruins de Boston       | 4-10-4 | 12  |
| 19 | 4 janvier   | Bruins de Boston       | 1-1   | Les Canadiens          | 4-10-5 | 13  |
| 20 | 5 janvier   | Les Canadiens          | 2-5   | Red Wings de Détroit   | 4-11-5 | 13  |
| 21 | 9 janvier   | Maroons de Montréal    | 1-1   | Les Canadiens          | 4-11-6 | 14  |
| 22 | 11 janvier  | Les Canadiens          | 7-3   | Maple Leafs de Toronto | 5-11-6 | 16  |
| 23 | 12 janvier  | Les Canadiens          | 2-1   | Blackhawks de Chicago  | 6-11-6 | 18  |
| 24 | 14 janvier  | Les Canadiens          | 1-0   | Americans de New York  | 7-11-6 | 20  |
| 25 | 16 janvier  | Americans de New York  | 8-3   | Les Canadiens          | 7-12-6 | 20  |
| 26 | 18 janvier  | Rangers de New York    | 1-3   | Les Canadiens          | 8-12-6 | 22  |
| 27 | 23 janvier  | Blackhawks de Chicago  | 1-1   | Les Canadiens          | 8-12-7 | 23  |
| 28 | 25 janvier  | Les Canadiens          | 1-4   | Maroons de Montréal    | 8-13-7 | 23  |
| 29 | 28 janvier  | Les Canadiens          | 2-3   | Rangers de New York    | 8-14-7 | 23  |
| 30 | 30 janvier  | Maple Leafs de Toronto | 0-3   | Les Canadiens          | 9-14-7 | 25  |

### Février
| No | Date        | Visiteur              | Score | Domicile               | Fiche    | Pts |
| -- | ----------- | --------------------- | ----- | ---------------------- | -------- | --- |
| 31 | 1er février | Red Wings de Détroit  | 3-1   | Les Canadiens          | 9-15-7   | 25  |
| 32 | 6 février   | Bruins de Boston      | 4-3   | Les Canadiens          | 9-16-7   | 25  |
| 33 | 8 février   | Les Canadiens         | 2-7   | Maroons de Montréal    | 9-17-7   | 25  |
| 34 | 11 février  | Rangers de New York   | 1-1   | Les Canadiens          | 9-17-8   | 26  |
| 35 | 16 février  | Les Canadiens         | 1-1   | Rangers de New York    | 9-17-9   | 27  |
| 36 | 18 février  | Blackhawks de Chicago | 3-3   | Les Canadiens          | 9-17-10  | 28  |
| 37 | 20 février  | Les Canadiens         | 1-2   | Maple Leafs de Toronto | 9-18-10  | 28  |
| 38 | 22 février  | Americans de New York | 0-1   | Les Canadiens          | 10-18-10 | 30  |
| 39 | 29 février  | Maroons de Montréal   | 4-2   | Les Canadiens          | 10-19-10 | 30  |

### Mars
| No | Date     | Visiteur               | Score | Domicile               | Fiche    | Pts |
| -- | -------- | ---------------------- | ----- | ---------------------- | -------- | --- |
| 40 | 1er mars | Les Canadiens          | 1-3   | Red Wings de Détroit   | 10-20-10 | 30  |
| 41 | 3 mars   | Americans de New York  | 1-3   | Les Canadiens          | 11-20-10 | 32  |
| 42 | 7 mars   | Les Canadiens          | 1-8   | Maple Leafs de Toronto | 11-21-10 | 32  |
| 43 | 8 mars   | Les Canadiens          | 0-2   | Blackhawks de Chicago  | 11-22-10 | 32  |
| 44 | 12 mars  | Maple Leafs de Toronto | 6-3   | Les Canadiens          | 11-23-10 | 32  |
| 45 | 14 mars  | Red Wings de Détroit   | 1-1   | Les Canadiens          | 11-23-11 | 33  |
| 46 | 15 mars  | Les Canadiens          | 1-3   | Maroons de Montréal    | 11-24-11 | 33  |
| 47 | 17 mars  | Les Canadiens          | 0-1   | Bruins de Boston       | 11-25-11 | 33  |
| 48 | 19 mars  | Les Canadiens          | 1-4   | Americans de New York  | 11-26-11 | 33  |